# Xenoceratops
Xenoceratops ("cizí rohatá tvář") byl rod býložravého ceratopsidního dinosaura, který žil asi před 78,5 milióny let (svrchní křída, stupeň kampán) na západě severoamerického kontinentu. Jeho fosilie byly objeveny v kanadské provincii Albertě (geologické souvrství Foremost).

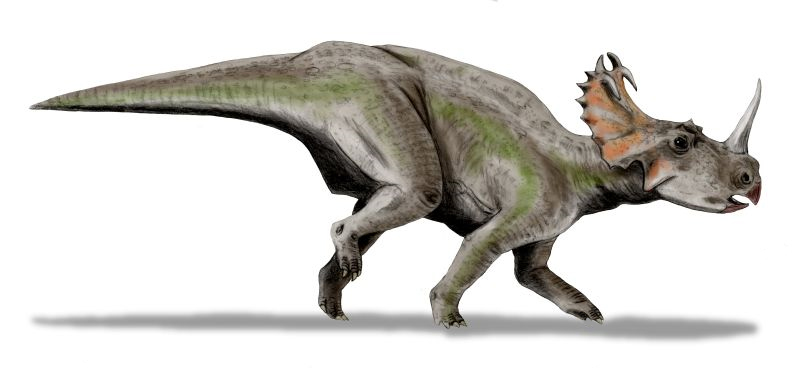
Příbuzný rod Centrosaurus

## Historie
Holotyp dinosaura nese označení CMN 53282 a jedná se o zkamenělé části lebky. Tyto fosilie byly objeveny již roku 1958 u městečka Foremost (odtud druhové jméno dinosaura). Geologické souvrství se rovněž jmenuje Foremost. Kromě xenoceratopse, popsaného vědecky roku 2012, už byly fosilie dinosaurů v tomto souvrství objeveny jen vzácně - šlo o hadrosauridy, teropody a pachycefalosaurida rodu Colepiocephale. Xenoceratops je v současnosti také jedním z nejstarších známých ceratopsidů z území Kanady.